# Jean Jourden
Jean Jourden (Saint-Brieuc, 11 de julho de 1942 – 23 de novembro de 2024) foi um ciclista francês, que foi profissional entre 1965 e 1972. Como amador obteve notáveis sucessos, entre eles o Mundial de ciclismo de 1961. Em 1965 passou a profissional, categoria na que destacam o triunfo em duas edições do GP Ouest France-Plouay (1968, 1969) e os Quatro Dias de Dunquerque de 1968.

## Palmarés
- 1961

 Campeão do Mundial de ciclismo em categoria amador.
 Campeão da França de contrarrelógio por equipas amador.
1º na Route de France e vencedor de 4 etapas.
1º no Giro do Mendrisiotto.
- 1963

 Prata na contrerrelógio por equipas dos Jogos Mediterrâneos.
 Campeão da França de contrarrelógio por equipas (com Raymond Delisle).
- 1964

1º na Paris-Ezy.
- 1967

1º no Grande Prêmio de Aix-en-Provence.
1º no Grande Prêmio de Saint-Raphaël.
- 1968

1º no Grande Prêmio de Plouay.
1º nos Quatro Dias de Dunquerque.
1º no Troféu dos Escaladores e vencedor de uma etapa.
1º em Prêmio de Ploerdut.
1º no Prêmio de Beaulac-Bernos.
1º no Premi de Fay-de-Bretagne.
1º na Ronda de Montauroux.
- 1969

1º no Grande Prêmio de Plouay.
- 1970

1º no Grande Prêmio de Isbergues.
1º no Premi de Bagneux.

### Resultados no Tour de France
- 1968. Abandona (12º etapa)
- 1969. Abandona (6º etapa)

## Morte
Jourden morreu no dia 23 de novembro de 2024, aos 82 anos.